# 505 Games
Die 505 Games S.p.A. ist ein italienisches Softwareunternehmen mit Sitz in Mailand. Das Unternehmen wurde 2006 als Tochterunternehmen von Digital Bros gegründet und ist als Publisher und Entwickler von Computer- und Videospielen tätig.

## Geschichte
Das Unternehmen wurde im Jahr 2006 mit der Unterstützung des ehemaligen Activision-Managers Ian Howe vom italienischen Spieleentwickler Digital Bros. als Tochtergesellschaft für die digitale Distribution von Computerspielen gegründet. Das Unternehmen wollte sich mit dieser Neugründung für den sich abzeichnenden Wandel in der Vermarktung von Computerspielen (z. B. Xbox Live Arcade, PlayStation Network) wappnen.
Mit Cooking Mama, für das sich 505 Games die Veröffentlichungsrechte in Europa und den Vereinigten Staaten sichern konnte, errang der Publisher einen ersten Achtungserfolg, mit u. a. 3,5 Millionen verkauften Exemplaren in Europa.
2013 gelang 505 Games mit der Veröffentlichung der Konsolenversionen von Terraria, dem Downloadtitel Brothers: A Tale of Two Sons und dem Multiplayer-Shooter Payday 2 ein äußerst erfolgreiches Geschäftsjahr.

## Titel als Publisher (Auswahl)
| Titel                                    | Genre                            | Entwickler                                    | Plattform | Jahr |
| ---------------------------------------- | -------------------------------- | --------------------------------------------- | --- | ---- |
| Abzû                                     | Adventure, Simulationsspiel      | Giant Squid Studios                           | Microsoft Windows, PlayStation 4, Xbox One, Nintendo Switch                                                                        | 2016 |
| Arma: Armed Assault                      | Taktik-Shooter                   | Bohemia Interactive                           | Microsoft Windows | 2007 |
| Arma: Queen’s Gambit                     | Taktik-Shooter                   | Bohemia Interactive, Black Element            | Microsoft Windows | 2007 |
| Arma 2                                   | Taktik-Shooter                   | Bohemia Interactive                           | Microsoft Windows | 2009 |
| Arma 2: Operation Arrowhead              | Taktik-Shooter                   | Bohemia Interactive                           | Microsoft Windows | 2010 |
| Armored Core 4                           | Mech-Simulationsspiel            | From Software                                 | PlayStation 3, Xbox 360 | 2007 |
| Armored Core: Last Raven                 | Third-Person-Shooter             | From Software                                 | PlayStation 2, PlayStation Portable                                                                                                | 2006 |
| Assetto Corsa                            | Rennsimulation                   | Kunos Simulazioni                             | PlayStation 4, Xbox One | 2016 |
| Assetto Corsa Competizione               | Rennsimulation                   | Kunos Simulazioni                             | Microsoft Windows | 2018 |
| Assetto Corsa EVO                        | Rennsimulation                   | Kunos Simulazioni                             | Microsoft Windows, PlayStation 5, Xbox Series                                                                                      | 2025 |
| Brothers: A Tale of Two Sons             | Adventure                        | Starbreeze Studios                            | Microsoft Windows, PlayStation Network, Xbox Live Arcade, PlayStation 4, Xbox One                                                  | 2013 |
| Cats & Dogs: The Revenge of Kitty Galore | Actionspiel                      | Engine Software                               | Nintendo DS | 2010 |
| Control                                  | Action-Adventure                 | Remedy Entertainment                          | Microsoft Windows, PlayStation 4, Xbox One                                                                                         | 2019 |
| Control 2                                | Action-Adventure                 | Remedy Entertainment, 505 Games               | Microsoft Windows, PlayStation 5, Xbox Series                                                                                      | TBA  |
| Dead by Daylight                         | Actionspiel, Survival Horror     | Behaviour Interactive                         | Microsoft Windows, Android, iOS, PlayStation 4, Xbox One, Nintendo Switch                                                          | 2016 |
| Death Stranding                          | Actionspiel                      | Kojima Productions                            | Microsoft Windows, PlayStation 4                                                                                                   | 2020 |
| Deep Black                               | Third-Person-Shooter             | Biart                                         | Microsoft Windows, PlayStation 3, Xbox 360                                                                                         | 2012 |
| Defense Grid 2                           | Tower Defense                    | Hidden Path Entertainment                     | Microsoft Windows, OS X, Linux, PlayStation 4, Xbox One                                                                            | 2014 |
| Don’t Starve                             | Survival-Spiel                   | Klei Entertainment                            | Android, iOS, Linux, Microsoft Windows, OS X, PlayStation 3, PlayStation 4, PlayStation Vita, Wii U, Xbox One, Nintendo Switch     | 2013 |
| Ghostrunner                              | Actionspiel                      | 3D Realms, One More Level, Slipgate Ironworks | Microsoft Windows, PlayStation 4, PlayStation 5, Xbox One, Xbox Series, Nintendo Switch                                            | 2020 |
| Ghostrunner 2                            | Actionspiel                      | One More Level                                | Microsoft Windows, PlayStation 5, Xbox Series                                                                                      | 2023 |
| Hawken                                   | Mech-Simulationsspiel            | Hawken Entertainment                          | Microsoft Windows, PlayStation 4, Xbox One                                                                                         | 2012 |
| How to Survive                           | Survival-Spiel                   | Eko Software                                  | Microsoft Windows, PlayStation 3, PlayStation 4, Xbox 360, Xbox One, Nintendo Switch, Wii U                                        | 2013 |
| How to Survive 2                         | Survival-Spiel                   | Eko Software                                  | Microsoft Windows | 2016 |
| Men of War                               | Survival-Spiel                   | Best Way, Digitalmindsoft                     | Microsoft Windows | 2010 |
| No Man’s Sky                             | Action-Adventure, Survival-Spiel | Hello Games                                   | Xbox One | 2018 |
| Objects in Space                         | Weltraum-Flugsimulation          | Flat Earth Games                              | Microsoft Windows, OS X, Linux | 2018 |
| Overkill's The Walking Dead              | Ego-Shooter                      | Overkill Software                             | Microsoft Windows, PlayStation 4, Xbox One                                                                                         | 2018 |
| Payday 2                                 | Ego-Shooter                      | Overkill Software                             | Microsoft Windows, Linux, PlayStation 3, PlayStation Network, Xbox 360, Xbox Live Arcade                                           | 2013 |
| Payday 2 Crimewave Edition               | Ego-Shooter                      | Overkill Software                             | PlayStation 4, Xbox One | 2015 |
| Portal Knights                           | Action-Rollenspiel, Sandbox-Game | Keen Games                                    | Microsoft Windows, PlayStation 4, Xbox One, Nintendo Switch, Android, iOS                                                          | 2016 |
| Rocket League                            | Sportsimulation                  | Psyonix                                       | Microsoft Windows, PlayStation 4, Xbox One                                                                                         | 2016 |
| Rule of Rose                             | Survival Horror                  | Punchline                                     | PlayStation 2 | 2006 |
| Sniper Elite III                         | Taktik-Shooter                   | Rebellion Developments                        | PlayStation 3, PlayStation 4, Xbox 360, Xbox One                                                                                   | 2014 |
| Sniper Elite V2                          | Taktik-Shooter                   | Rebellion Developments                        | Microsoft Windows, PlayStation 3, PlayStation Network, Wii U, Xbox 360, Xbox Live Arcade                                           | 2012 |
| Super Robot Taisen: Original Generation  | Strategie-Rollenspiel            | Banpresto                                     | Game Boy Advance | 2007 |
| Supreme Commander                        | Echtzeit-Strategiespiel          | Gas Powered Games, Aspyr Media                | Xbox Live Arcade | 2008 |
| Takedown: Red Sabre                      | Taktik-Shooter                   | Serellan                                      | Microsoft Windows, Xbox Live Arcade                                                                                                | 2013 |
| Terraria                                 | Action-Adventure                 | Re-Logic                                      | Android, iOS, Microsoft Windows, PlayStation Network, PlayStation Vita, Xbox Live Arcade, PlayStation 4, Xbox One, Nintendo Switch | 2011 |
| Virginia                                 | Adventure                        | Variable State                                | Microsoft Windows, OS X, PlayStation 4, Xbox One                                                                                   | 2016 |
| Wings of Prey                            | Action-Flugsimulation            | Gaijin Entertainment                          | Microsoft Windows | 2010 |

## Titel als Entwickler
| Titel                            | Genre            | Plattform                                     | Jahr |
| -------------------------------- | ---------------- | --------------------------------------------- | ---- |
| B-Units: Build it!               | Simulationsspiel | Nintendo DS, Wii                              | 2011 |
| Bust-a-Move Online               | Puzzlespiel      | Microsoft Windows                             | 2007 |
| Championship Foosball            | Tabletop         | Wii                                           | 2008 |
| Emergency Rescue                 | Casual Game      | Nintendo DS                                   | 2010 |
| Farmtopia                        | Simulationsspiel | Nintendo DS                                   | 2010 |
| Furu Furu Park                   | Minispiel        | Wii                                           | 2008 |
| Learning to Spell                | Gehirntraining   | Nintendo DS                                   | 2010 |
| Little Book of Big Secrets       | Casual Game      | Nintendo DS                                   | 2010 |
| Maths Made Simple                | Gehirntraining   | Nintendo DS                                   | 2008 |
| My Ballet Studio                 | Casual Game      | Nintendo DS, Wii                              | 2009 |
| My Beauty Salon                  | Casual Game      | Nintendo DS                                   | 2009 |
| My Fashion Studio                | Casual Game      | Nintendo DS                                   | 2008 |
| My First Dollhouse               | Casual Game      | Nintendo DS                                   | 2010 |
| My Little Helper: Spring Cleaner | Casual Game      | Nintendo DS                                   | 2010 |
| Picture Perfect Hair Salon       | Casual Game      | Nintendo DSi                                  | 2009 |
| Picture Perfect Pocket Stylist   | Casual Game      | Nintendo DSi                                  | 2011 |
| Salon Superstar                  | Casual Game      | Nintendo DS                                   | 2009 |
| Spellbound                       | Gehirntraining   | Nintendo DS                                   | 2008 |
| Spellbound 2                     | Gehirntraining   | Nintendo DS                                   | 2010 |
| Spellbound Party                 | Gehirntraining   | Wii                                           | 2010 |
| Tangram Mania                    | Puzzlespiel      | Nintendo DS                                   | 2008 |
| World Championship Spelling      | Gehirntraining   | Nintendo DS                                   | 2010 |
| Control 2                        | Action-Adventure | Microsoft Windows, PlayStation 5, Xbox Series | TBA  |

## Auszeichnungen
- MCV/Develop Awards 2015: Bester Indie-Game-Publisher[3]